# Leichtathletik-Weltmeisterschaften 2022/10.000 m der Männer

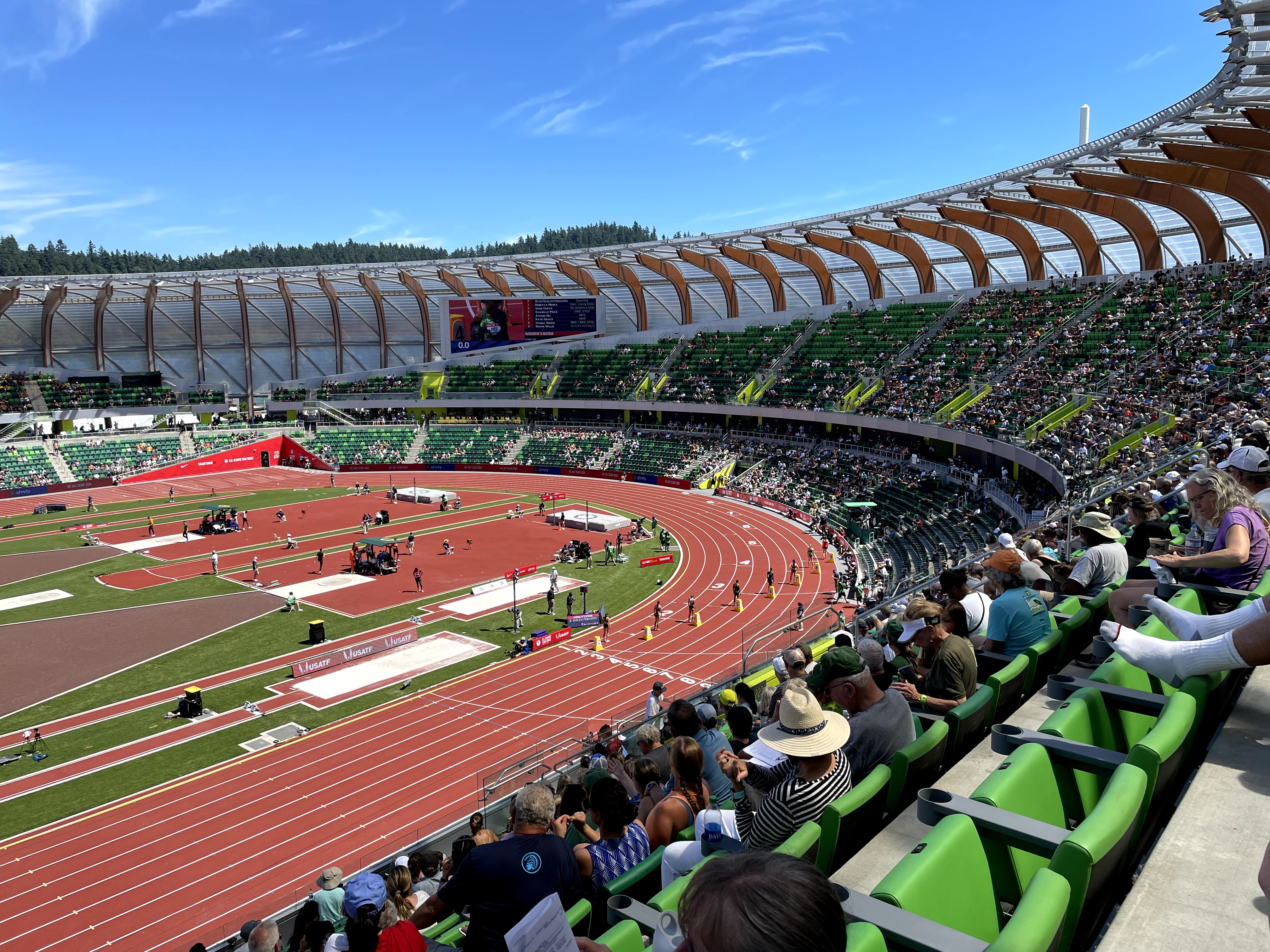
Das Stadion New Hayward Field im Jahr 2021

Der 10.000-Meter-Lauf der Männer bei den Leichtathletik-Weltmeisterschaften 2022 wurde am 17. Juli 2022 im Hayward Field der Stadt Eugene in den Vereinigten Staaten ausgetragen.
Mit Gold und Bronze errangen die Läufer aus Uganda zwei Medaillen. Weltmeister wurde der Weltrekordinhaber und Titelverteidiger Joshua Cheptegei. Er gewann vor dem Kenianer Stanley Mburu. Bronze ging an Jacob Kiplimo.

## Rekorde

### Bestehende Rekorde
| Weltrekord               | 26:11,00 min | Joshua Cheptegei | Valencia, Spanien      | 7. Oktober 2020 |
| Weltmeisterschaftsrekord | 26:46,31 min | Kenenisa Bekele  | WM Berlin, Deutschland | 17. August 2009 |

Der bestehende WM-Rekord wurde bei diesen Weltmeisterschaften nicht erreicht. Mit seiner Siegerzeit von 27:27,43 min verfehlte Weltmeister Joshua Cheptegei aus Uganda den Rekord um 41,22 Sekunden. Zum Weltrekord fehlten ihm 1:16,43 min.

## Durchführung
Bei nur 24 Teilnehmern gab es keine Vorläufe. Wie in den letzten Jahren stets üblich traten alle Wettbewerber gemeinsam zum Finale an.

## Ergebnis

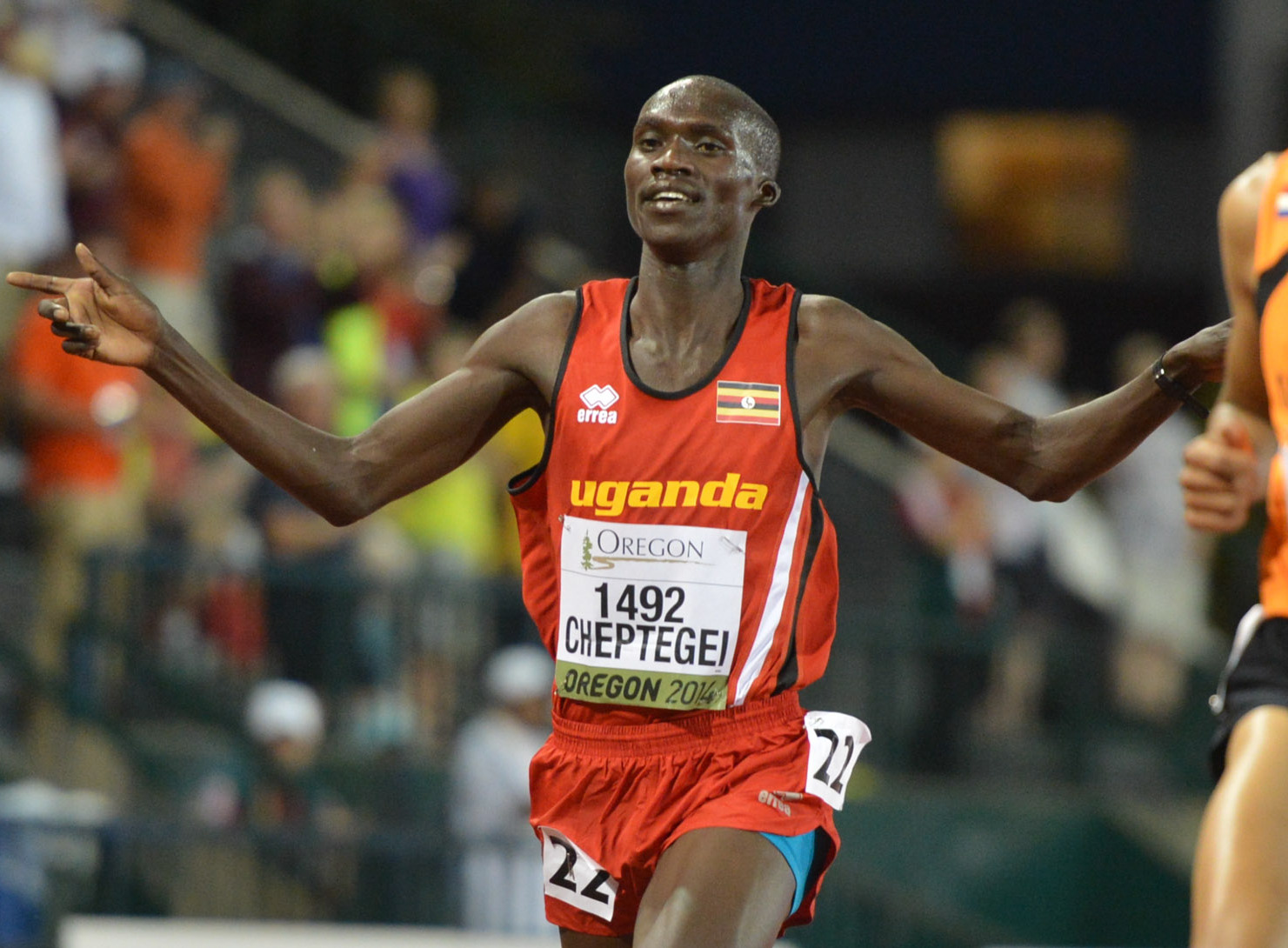
Favoritensieg für Joshua Cheptegei

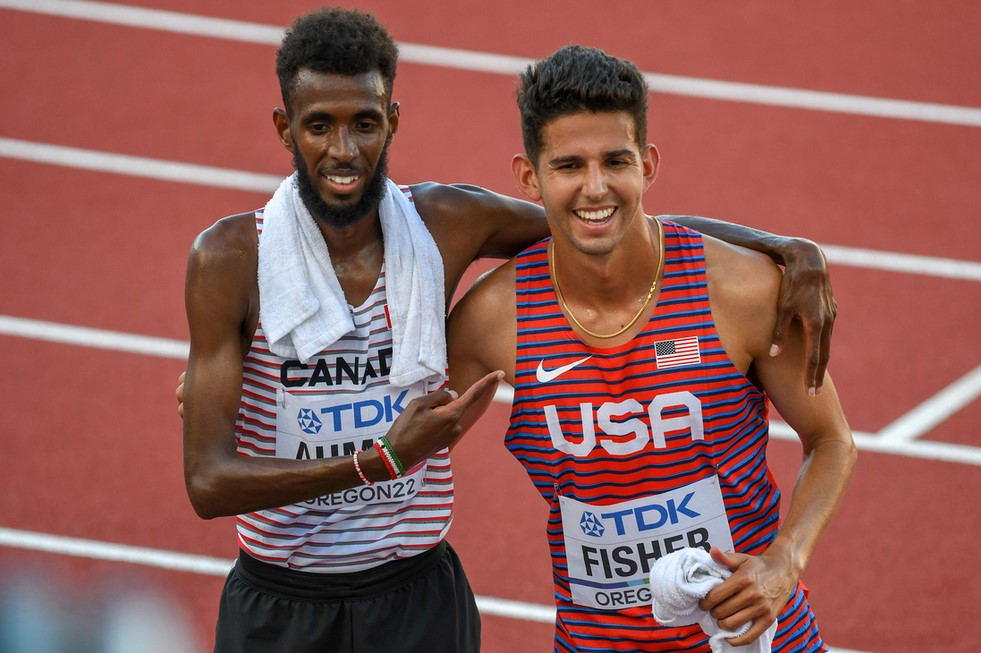
Grant Fisher (rechts) verpasste als Vierter Bronze um siebzehn Hundertstelsekunden / neben Fisher der sechstplatzierte Mohammed Ahmed

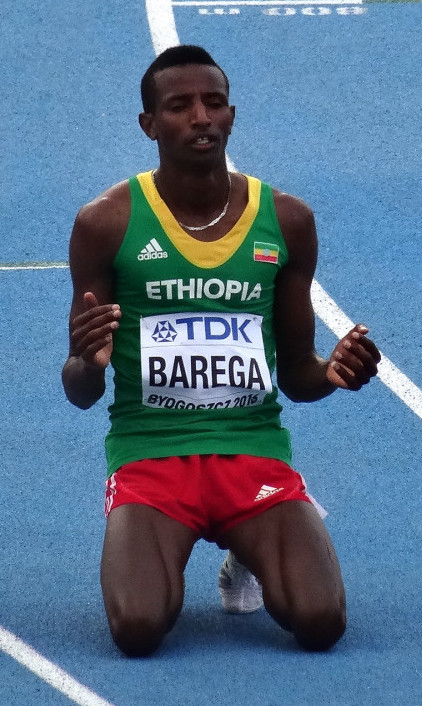
Selemon Barega
belegte Rang fünf

17. Juli 2022, 13:00 Uhr Ortszeit (22:00 Uhr MESZ)
| Platz | Name                | Nation         | Zeit (min) |
| ----- | ------------------- | -------------- | ---------- |
| 1     | Joshua Cheptegei    | Uganda         | 27:27,43   |
| 2     | Stanley Mburu       | Kenia          | 27:27,90   |
| 3     | Jacob Kiplimo       | Uganda         | 27:27,97   |
| 4     | Grant Fisher        | USA            | 27:28,14   |
| 5     | Selemon Barega      | Äthiopien      | 27:28,39   |
| 6     | Mohammed Ahmed      | Kanada         | 27:30,27   |
| 7     | Berihu Aregawi      | Äthiopien      | 27:31,00   |
| 8     | Daniel Mateiko      | Kenia          | 27:33,57   |
| 9     | Joe Klecker         | USA            | 27:38,73   |
| 10    | Isaac Kimeli        | Belgien        | 27:43,50   |
| 11    | Jimmy Gressier      | Frankreich     | 27:44,55   |
| 12    | Sean McGorty        | USA            | 27:46,30   |
| 13    | Carlos Mayo         | Spanien        | 27:50,61   |
| 14    | Tadese Worku        | Äthiopien      | 27:51,25   |
| 15    | Rodgers Kwemoi      | Kenia          | 27:52,26   |
| 16    | Rodrigue Kwizera    | Burundi        | 28:01,49   |
| 17    | Habtom Samuel       | Eritrea        | 28:01,81   |
| 18    | Egide Ntakarutimana | Burundi        | 28:24,07   |
| 19    | Jack Rayner         | Australien     | 28:24,12   |
| 20    | Ren Tazawa          | Japan          | 28:24,25   |
| 21    | Zouhair Talbi       | Marokko        | 28:28,69   |
| 22    | Tatsuhiko Itō       | Japan          | 28:57,85   |
| 23    | Patrick Dever       | Großbritannien | 29:13,88   |
| 24    | Stephen Kissa       | Uganda         | 29:21,10   |

| Zwischenzeiten      | Zwischenzeiten | Zwischenzeiten   | Zwischenzeiten |
| Zwischenzeit- Marke | Zwischenzeit   | Führende(r)      | 1000-m-Zeit    |
| ------------------- | -------------- | ---------------- | -------------- |
| 1000 m              | 2:45,81 min    | Carlos Mayo      | 2:45,81 min    |
| 2000 m              | 5:31,74 min    | Carlos Mayo      | 2:45,93 min    |
| 3000 m              | 8:20,07 min    | Stephen Kissa    | 2:48,33 min    |
| 4000 m              | 11:11,53 min   | Joshua Cheptegei | 2:51,46 min    |
| 5000 m              | 14:01,33 min   | Selemon Barega   | 2:49,80 min    |
| 6000 m              | 16:44,45 min   | Jacob Kiplimo    | 2:43,12 min    |
| 7000 m              | 19:29,87 min   | Joshua Cheptegei | 2:45,42 min    |
| 8000 m              | 22:18,21 min   | Joshua Cheptegei | 2:48,34 min    |
| 9000 m              | 25:01,67 min   | Selemon Barega   | 2:43,46 min    |
| 10.000 m            | 27:27,43 min   | Joshua Cheptegei | 2:25,76 min    |

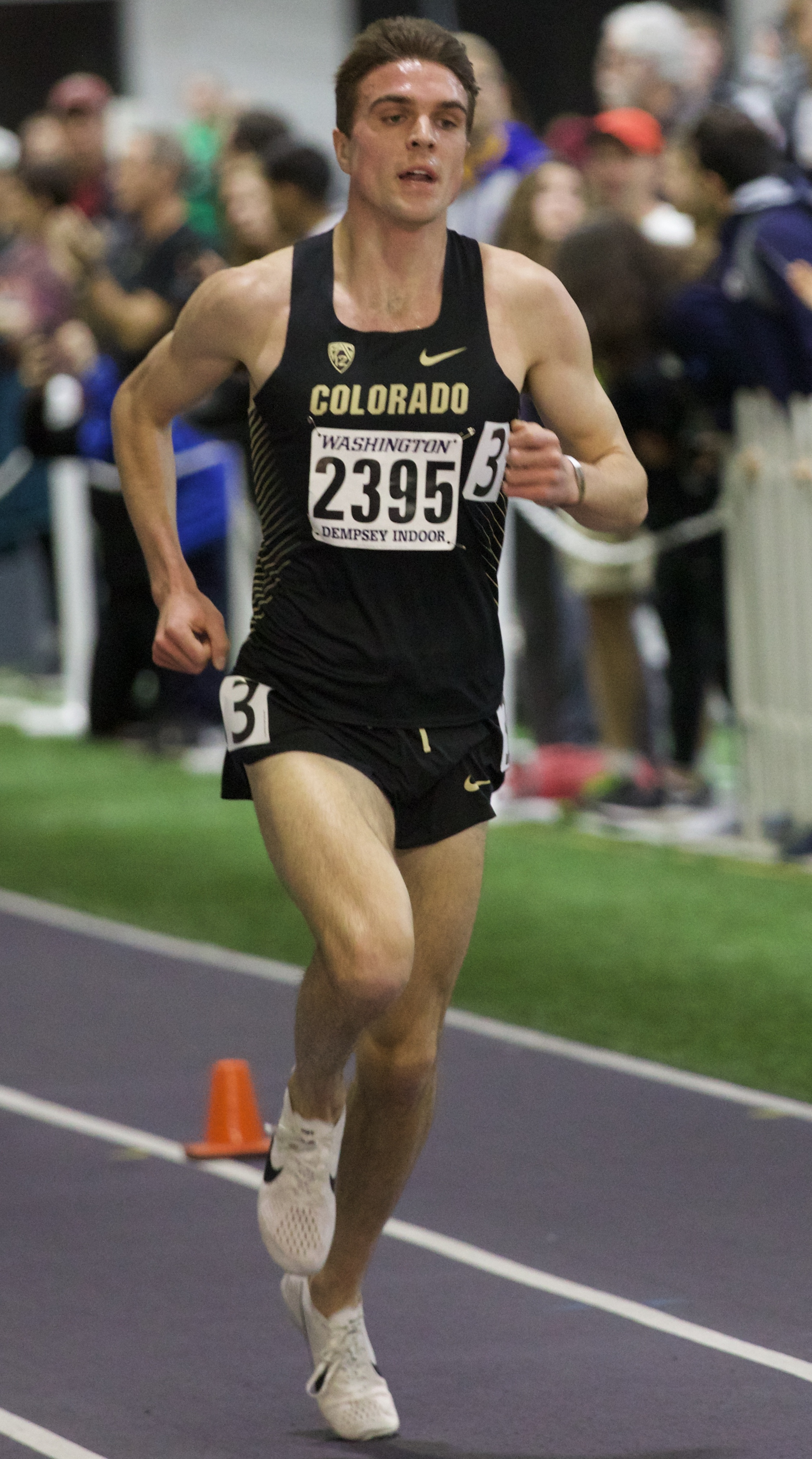
Joe Klecker erreichte Platz neun
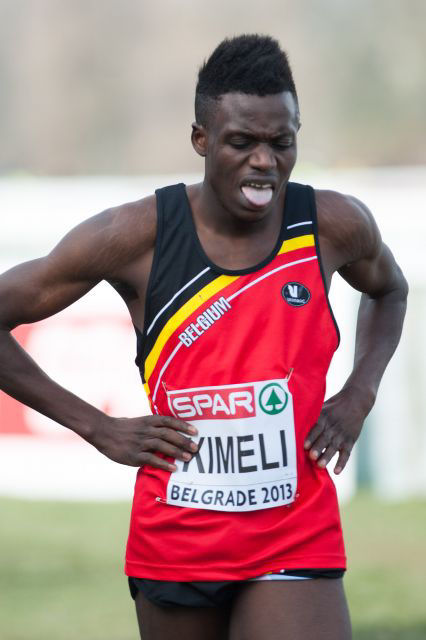
Isaac Kimeli – Rang zehn
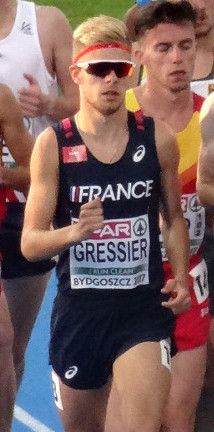
Jimmy Gressier kam auf den elften Platz
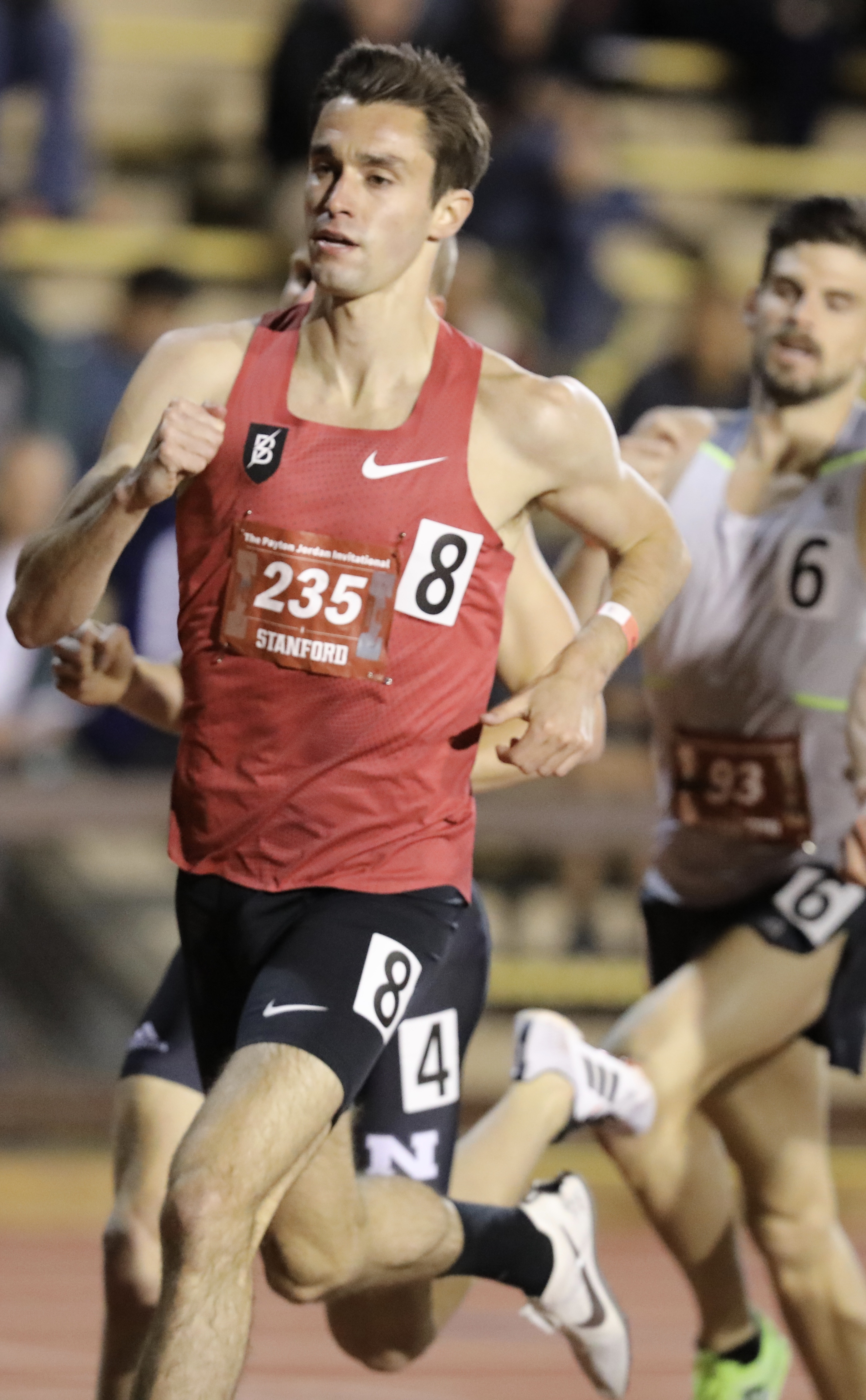
Sean McGorty wurde Zwölfter
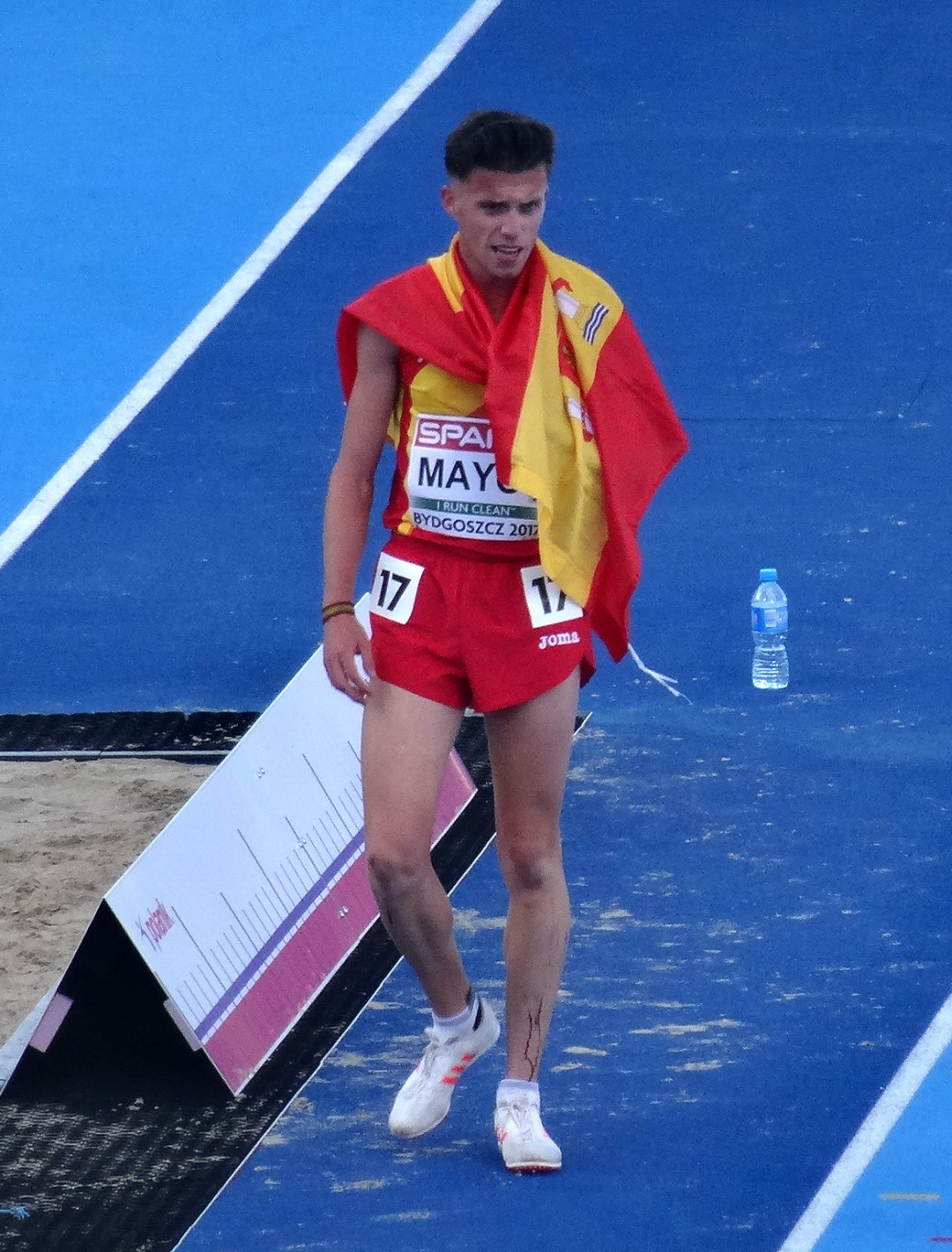
Carlos Mayo – Platz dreizehn
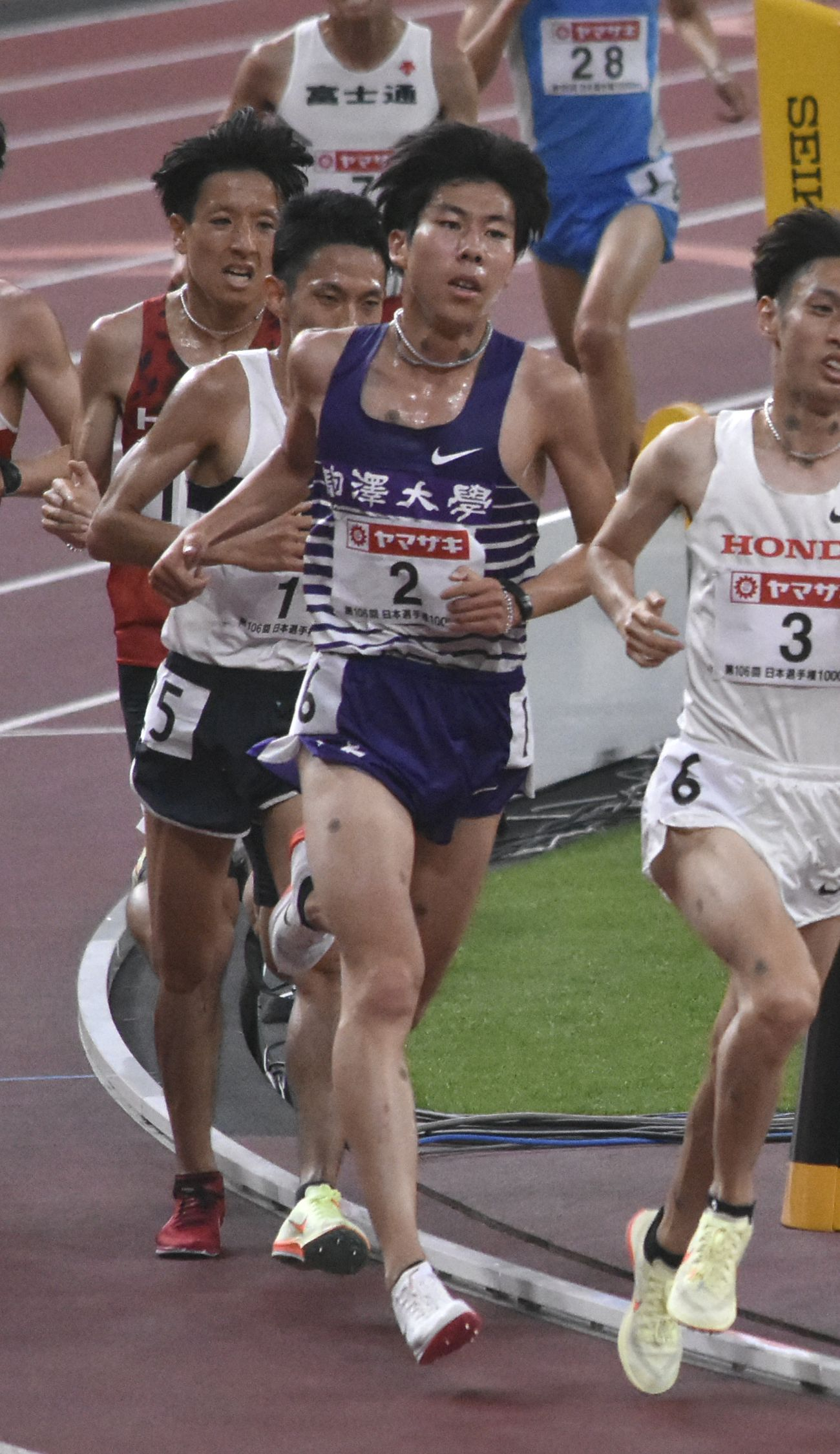
Rang zwanzig für Ren Tazawa (Nr. 2)
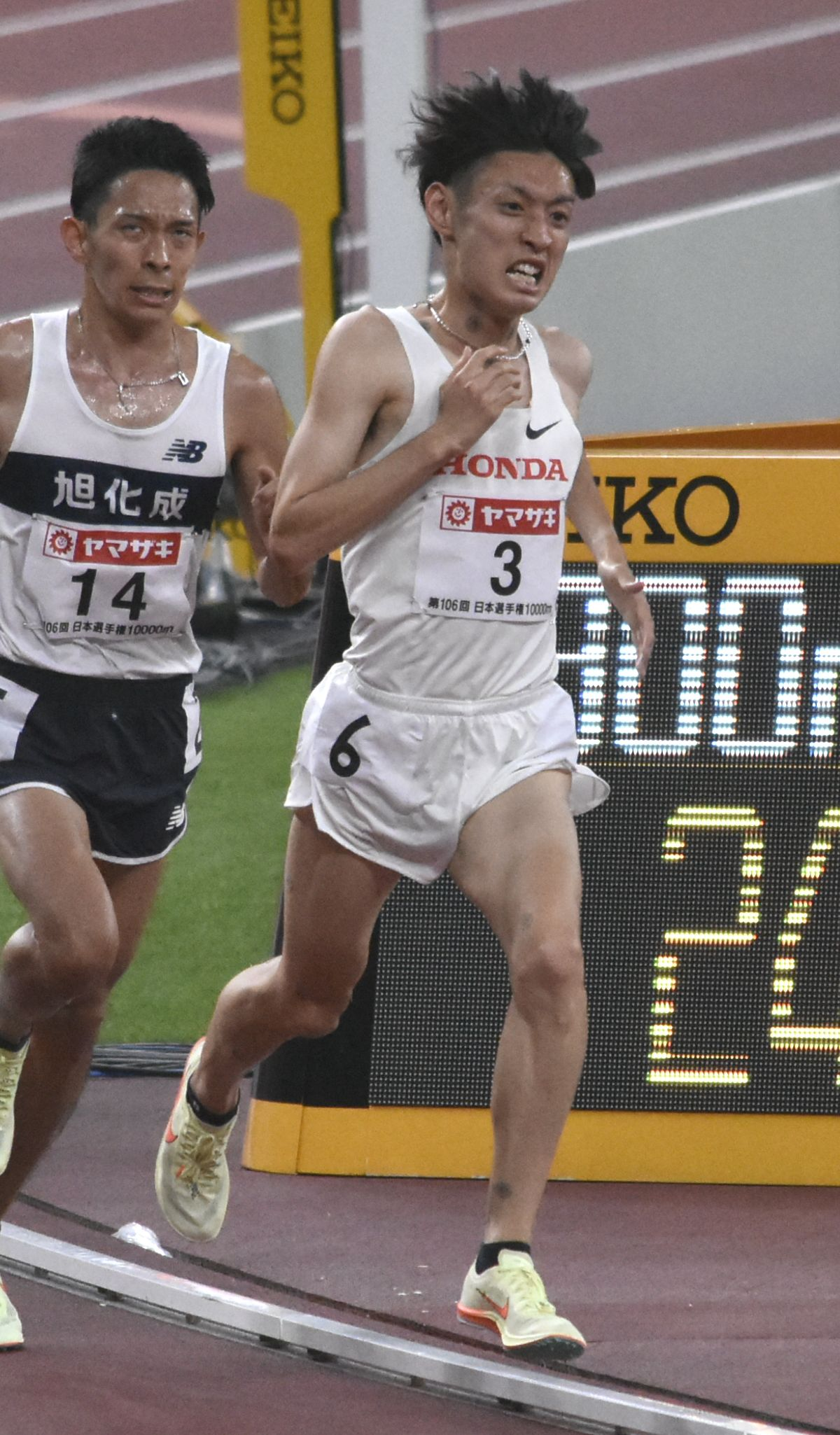
Tatsuhiko Itō (rechts) – Platz 22
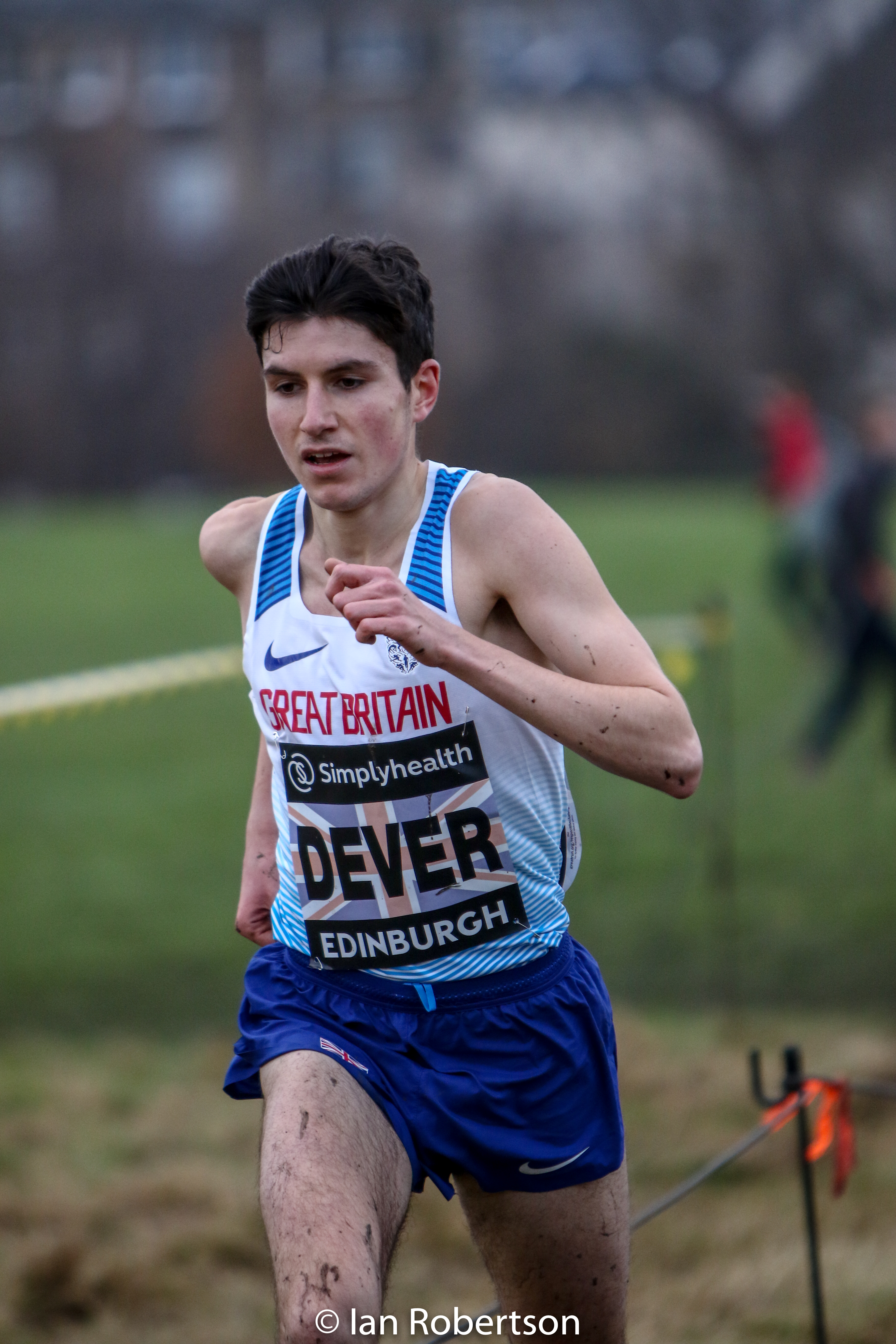
Patrick Dever – Platz 23

## Video
- Men 10000m final World Athletics Championships Oregon 2022, King of 10000m, Uganda, Joshua Cheptegei, youtube.com, abgerufen am 5. August 2022